# Svetlana Boguínskaya
Svetlana Leonídovna Boguínskaya (también transcrito como Boguinskaia, Boginskaia y Boginskaya, bielorruso: Сьвятлана Леанідаўна Багінская, ruso: Светлана Леонидовна Богинская, Minsk, Bielorrusia, 9 de febrero de 1973) es una gimnasta que ha representado a los equipos de la Unión Soviética, Equipo Unificado y Bielorrusia. Se la ha llamado "el Cisne bielorruso" y "la Diosa de la gimnasia" debido a su figura alta y estilizada en comparación con la de otras gimnastas y por su gracia propia de bailarina de ballet. 
Se hizo conocida por el drama y el arte que desplegaba en sus ejercicios de suelo. Boguinskaya compitió en tres Juegos Olímpicos representando a tres equipos diferentes: el equipo de la ahora extinta URSS en 1988, el Equipo Unificado de la provisional Comunidad de Estados Independientes en 1992, y Bielorrusia en 1996. Boguinskaya es triple campeona olímpica, con medallas de oro en salto en 1988 y por equipos en 1988 y 1992. 
Boguinskaya practicó patinaje artístico de pequeña durante varios años, pero empezó en la gimnasia con ocho años. Dos años después se trasladó de Minsk para entrenar de modo intensivo en el centro de alta tecnificación de Krugloya Uzera (Lago Circular) en la región de Moscú. A los 14 años empezó a formar parte del equipo nacional soviético. Ganó su primera medalla internacional, un bronce en la barra de equilibrios, en los Campeonatos del Mundo de 1987. Se convirtió en una de las mejores gimnastas del equipo soviético y se esperaba de ella lo mejor para los Juegos Olímpicos de 1988 en Seúl, Corea del Sur. Terminó los Juegos con 4 medallas: oro por equipos, oro en salto, plata en suelo y el bronce de la competición individual, pero sus dos oros fueron una decepción para la delegación soviética. 
Tres días después de la Olimpiada, la entrenadora de Boguinskaya, Lyobov Miromanova, se suicidó. Miromanova había entrenado y cuidado a Boguinskaya desde que se había trasladado de Minsk a Moscú. 
Con una nueva entrenadora, Luidmilla Popkovich, Boguinskaya se convirtió en Campeona del Mundo en 1989, título que dedicó a la honra póstuma de Miromanova.
En 1990, Boguinskaya fue la primera mujer, la única hasta la fecha, en ganar todas las medallas de oro posibles en unos Campeonatos de Europa de Gimnasia. Con ello, defendía sus títulos de la competición individual, salto y suelo, y añadía los títulos de barras asimétricas y barra de equilibrio. En 1991 Boguinskaya no pudo ganar de nuevo el Campeonato del Mundo y quedó relegada a un segundo puesto ante Kim Zmeskal de los Estados Unidos de América. De todos modos, consiguió ganar oros en la competición por equipos y en la barra de equilibrios.
En 1992, Boguinskaya, entonces con 19 años, ganó su tercera medalla de oro olímpica, esta vez en la competición por equipos. Finalizó quinta en la competición individual, como había ocurrido en los campeonatos de Europa de 1992. Cansada de la competición decidió retirarse, pero cuatro años después, una Boguinskaya de 23 años estuvo a punto de ganar el título individual de los Campeonatos de Europa de 1996, quedando en segundo lugar tras la entonces Campeona del Mundo (y futura campeona olímpica en la competición individual) Lilia Podkopayeva de Ucrania.
Svetlana Boguinskaya es una de las cuatro mujeres de la historia de la gimnasia que ha competido en tres Juegos Olímpicos.
Fue nominada en 2005 para que su figura formase parte del Salón de la Fama de la Gimnasia Internacional (International Gymnastics Hall of Fame).
- Datos: Q233756
- Multimedia: Svetlana Boginskaya / Q233756